# Свешников, Андрей Геннадьевич
Андрей Геннадьевич Свешников (22 марта 1979, Москва) — российский футболист, выступавший на позиции защитника и полузащитника. Играл в высших дивизионах России и Азербайджана.

## Биография
Воспитанник футбольной школы московского ЦСКА. На взрослом уровне начал выступать в 18-летнем возрасте в любительских командах Москвы. В 1999 году дебютировал на профессиональном уровне в составе клуба «Коломна», игравшего во втором дивизионе.
В 2000 году перешёл в раменский «Сатурн». Единственный матч в премьер-лиге сыграл 1 апреля 2000 года против ЦСКА, выйдя на замену на 77-й минуте вместо Дмитрия Ляпкина. Также в ходе сезона сыграл 29 матчей за дубль инопланетян во втором дивизионе.
В дальнейшем выступал за «Орёл», «Видное» и ступинскую «Оку». С командой «Видное» поднялся из любительских соревнований во второй дивизион.
В сезоне 2004/05 играл в высшем дивизионе Азербайджана за «Гянджу», принял участие в 12 матчах. После возвращения из Азербайджана не выступал на профессиональном уровне.